# Jonas Poole
Jonas Poole (* 1566; † 1612 zwischen Ratcliff und London) war ein englischer Robbenjäger und Entdecker des frühen 17. Jahrhunderts. Für die Muscovy Company erforschte er die Westküste Spitzbergens und versuchte, mit seinem Schiff zum Nordpol vorzudringen. Pooles Entdeckungsfahrten markierten den Beginn des englischen Walfangs in den Gewässern um Spitzbergen.

## Leben

### Erste Fahrten für die Muscovy und die Virginia Company
Ausgesandt von Francis Cherry (1552–1605), dem früheren englischen Botschafter am Zarenhof, segelte Jonas Poole 1604 unter Kapitän Steven Bennet an die Murmanküste. Als Faktorist war der Kaufmann Thomas Welden an Bord der Godspeed. Das Schiff verließ London am 15. April und erreichte die Stadt Kola am 1. Mai. Am Ende des Monats segelte es nach Petschenga und blieb dort bis Ende Juni. Anschließend lief Bennet Vardø an und setzte dann Kurs auf die Bäreninsel, die er ein Jahr zuvor als erster Engländer betreten hatte. Die Männer schossen um die hundert Walrosse und segelten zurück nach Petschenga und Kola, bevor sie nach London zurückkehrten, das sie am 15. Oktober 1604 erreichten. Ein Jahr später war Poole erneut mit Bennet und Welden auf dem Weg zur Bäreninsel (die sie Cherie Iland nannten), als sie von einem Schiff aus Dünkirchen gekapert und ihrer Schusswaffen beraubt wurden. Auf der Bäreninsel erlegten sie die Walrosse mit ihren Lanzen und kochten an Ort und Stelle 11 Fässer Tran, die sie bis Ende August nach England brachten.
1606 schickte die Muscovy Company Bennet mit zwei Schiffen zur Bäreninsel, von denen Poole das kleinere führte, eine Pinasse von 20 Tonnen mit acht Mann Besatzung. Innerhalb von sechs Stunden wurden um die 800 Walrosse erlegt, deren Tran 22 Fässer füllte. Hinzu kamen zwei Fässer mit Walrosselfenbein. Im Dezember 1606 begab Poole sich im Auftrag der Virginia Company of London mit Christopher Newport auf den Weg in die „Neue Welt“. Mit drei Schiffen wurden Siedler in die Chesapeake Bay gebracht. Poole gehörte zu den Männern, die 1607 mit John Smith den James River erkundeten, an dem mit Jamestown die erste englische Kolonie gegründet wurde.
1608 segelten Poole und Welden mit der Paul zur Bäreninsel, wo bald ein zweites englisches Schiff, die Dragon, erschien. Man erlegte um die tausend Walrosse und nahm einige Jungtiere mit, von denen eines zu König Jakob I. gebracht wurde. Im darauffolgenden brachten Poole und Welden auch zwei junge Eisbären mit nach England, die in Paris Garden lange öffentlich gezeigt wurden.

### Reisen nach Spitzbergen im Dienst der Muscovy Company
Spitzbergen wurde 1596 vom Niederländer Willem Barents auf der Suche nach einer Nordostpassage nach Ostasien entdeckt. Der nächste Besucher war Henry Hudson, der 1607 die Grönlandsee befuhr, die grönländische Küste sichtete und schließlich auf die Westküste Spitzbergens stieß. Er erkundete mehrere Fjorde und berichtete nach seiner Rückkehr vom Reichtum dieser Gewässer an Walen.
Thomas Smythe (1558–1625) und weitere Herren der Muscovy Company rüsteten daraufhin die 70-Tonnen-Bark Amity für weitere Erkundungen eines Handelswegs über den Nordpol aus. Sie übertrugen dem mit den Verhältnissen in der Arktis inzwischen erfahrenen Jonas Poole das Kommando über das Schiff sowie die Besatzung aus 14 Männern und einem Schiffsjungen. Den Weisungen der Company entsprechend segelte er von der Bäreninsel aus weiter nach Norden. Das Schiff passierte das Nordkap am 2. Mai und erreichte am 6. Mai die geographische Breite der Bäreninsel, ohne diese anlaufen zu können, da eine Eisbarriere den Weg versperrte. Am 16. Mai traf Poole auf die Küste Spitzbergens. Den ersten gefundenen Fjord nannte er Hornsund nach einem Stück Rentiergeweih, das seine Männer an Land fanden. In den nächsten Wochen segelte er an der Westküste Spitzbergens nach Norden. Das milde Wetter ließ ihn hoffen, bis zum Nordpol vordringen zu können, aber bei 79° 50′ nördlicher Breite erreichte er an der Packeisgrenze den nördlichsten Punkt seiner Reise. Bis dahin hatte er eine Reihe geographischer Objekte benannt. Manche Namen überdauerten in norwegischer Übersetzung bis heute, z. B. die der großen Fjorde Bellsund und Isfjord, während seine Bezeichnungen für den Kongsfjord (Deere-Sound) oder den Krossfjord (Close-Cove) später ersetzt wurden. Das Kreuz, nach dem der Krossfjord benannt ist, wurde aber von Poole an dessen Ufer aufgestellt.
Neben geographischen Entdeckungen stand das wirtschaftliche Potential Spitzbergens – er nannte es „Greenland“ – im Mittelpunkt von Pooles Interesse. Die zahlreichen Wale konnte er selbst aber nicht jagen – darauf verstanden sich in dieser Zeit nur die Basken. Die Männer schossen aber mehrere Eisbären und Rentiere, jagten Walrosse und bargen den Blubber eines gestrandeten Wals sowie einen 1,70 m langen Zahn eines Narwals. Im Kongsfjord wurde Kohle gefunden. Poole publizierte nach der Reise eine Liste der gesichteten Tierarten.
1611 schickte die Muscovy Company zwei Schiffe nach Spitzbergen, die Marie Margaret (150 Tonnen) und die Elizabeth (60 Tonnen). Als Kapitän der Elizabeth bekam Poole die Instruktion, beide Schiffe in die walreichen Gewässer Spitzbergens zu bringen. An Bord der von Bennet geführten Marie Margaret waren sechs baskische Walfänger aus Saint-Jean-de-Luz. Auch Poole sollte sich ein wenig im Walfang üben, dann aber seine Erforschung Spitzbergens in Richtung Nordpol fortsetzen. Eine weitere zu klärende Frage war, ob die gefundenen Länder vielleicht bewohnt wären.
Am 11. April verließen die beiden Schiffe Blackwall, und nach zwischenzeitlicher Trennung ankerten sie am 29. Mai in Ebeltofthamna im Krossfjord. In diesem Jahr gab es in allen Fjorden und auf dem offenen Meer sehr viel Eis. Während die Marie Margaret Jagd auf Wale und Walrosse machte, versuchte Poole vergeblich, an der Küste weiter nach Norden zu kommen. Schließlich begann er, das Eis südwestwärts zu umfahren, und kam bei 74° Nord in Sichtweite Grönlands. Er segelte zurück und erreichte am 29. Juni die Bäreninsel. Am 12. Juli erschlugen die Männer 200 Walrosse und verarbeiteten sie innerhalb der nächsten zehn Tage. An der Nordküste der Insel stießen sie auf Seeleute von der Marie Margaret und erfuhren von deren Schiffbruch im Forlandsund. Als Poole am 7. August dabei war, die Ladung der Marie Margaret zu übernehmen, kenterte die Elizabeth, wobei Poole, der sich unter Deck befand, sich nur mit Not retten konnte und einige Knochenbrüche davontrug. Schließlich wurden die Mannschaften beider Schiffe von Thomas Marmaduke aus Hull aufgenommen, der mit seinem Schiff Hopewell auf Walrossjagd war.
1612 schickte die Muscovy Company Poole mit zwei Schiffen, die die Namen Whale und Seahorse trugen, auf seine dritte Reise nach Spitzbergen. Ziel der Fahrt war allein die Jagd auf Wale und Walrosse. Von weiteren geographischen Entdeckungen ist nichts bekannt. In diesem Jahr waren die Schiffe der Company nicht allein. Auch holländische und baskische Walfänger waren vor Ort. Die Fahrt war ein kommerzieller Erfolg, denn es gelang, 13 Wale zu erlegen.
Kurz nach seiner Rückkehr wurde Jonas Poole in der Nähe von London ermordet. Die Landspitze Poolepynten der Insel Prins Karls Forland ist heute nach ihm benannt.

## Schriften
- Divers Voyages to Cherie Iland, in the yeeres 1604. 1605. 1606. 1608. 1609. In: Hakluytus Posthumus or Purchas: His Pilgrimes, Contayning a History of the World in Sea Voyages and Lande Travells, by Englishmen and Others. 1625. Reprint: J. MacLehose and Sons, Glasgow (1905–1907), Band XIII, S. 265–291 (englisch); Textarchiv – Internet Archive.
- A Voyage set forth by the Right Worshipfull Sir Thomas Smith, and the rest of the Muscovie Company, to Cherry Iland: and for a further Discoverie to bee made towards the North-Pole, for the likelihood of a Trade or a passage that way, in a Ship called the Amitie, of burthen seventie tunnes; in the which I Jonas Poole was Master, having foureteene Men and one Boy: A.D. 1610. In: Hakluytus Posthumus or Purchas: His Pilgrimes, Contayning a History of the World in Sea Voyages and Lande Travells, by Englishmen and Others (1625). Reprint: J. MacLehose and Sons, Glasgow (1905–1907), Band XIV, S. 1–23 (englisch); Textarchiv – Internet Archive.
- A briefe Declaration of this my Voyage of discovery to Greenland, and towerds the West of it, as followeth: being set forth by the right Worshipfull Sir Thomas Smith, Governour of the right Worshipfull Company of new Trades, &c. In: Hakluytus Posthumus or Purchas: His Pilgrimes, Contayning a History of the World in Sea Voyages and Lande Travells, by Englishmen and Others. 1625. Reprint: J. MacLehose and Sons, Glasgow (1905–1907), Band XIV, S. 34–41 (englisch); Textarchiv – Internet Archive.
- A Relation written by Jonas Poole of a Voyage to Greenland, in the yeere 1612, with two ships, the on calles the Whale; the other the Sea-horse, set out by the Right Worshipful the Muscovie Merchants. In: Hakluytus Posthumus or Purchas: His Pilgrimes, Contayning a History of the World in Sea Voyages and Lande Travells, by Englishmen and Others (1625). Reprint: J. MacLehose and Sons, Glasgow (1905–1907), Band XIV, S. 41–47 (englisch); Textarchiv – Internet Archive.